# Canuto, Príncipe Hereditário da Dinamarca
Canuto da Dinamarca (27 de Julho de 1900 - 14 de Junho de 1976) foi o segundo filho e o filho mais novo do rei Cristiano X da Dinamarca e da rainha Alexandrina de Mecklemburgo-Schwerin. De 1947 a 1953, ele foi herdeiro presuntivo do seu irmão mais velho, o rei Frederico IX da Dinamarca, e teria-se tornado rei, mas uma mudança na constituição causou-lhe a perda do seu lugar na linha de sucessão para sua sobrinha Margarida II da Dinamarca.

## Família

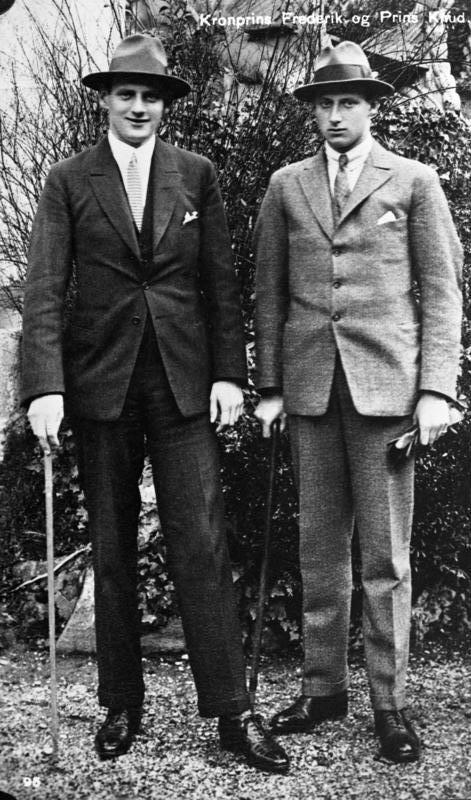
Canuto (direita) e o irmão Frederico IX da Dinamarca

O príncipe Canuto nasceu no Palácio Sorgenfri, na Dinamarca. Ele casou com a sua prima, a Carolina Matilda da Dinamarca, em 8 de Setembro de 1933 no Palácio Fredensborg. Eles tiveram três filhos:
- Isabel da Dinamarca (8 de maio de 1935 - 19 de junho de 2018). Não se casou; sem descendência.
- Ingolf, Conde de Rosenborg (17 de fevereiro de 1940-). Perdeu o seu título de Sua Alteza quando se tornou SE o conde Ingolf de Rosenborg, após casar sem consentimento com Inge Terney. Sem descendência.
- Cristiano, Conde de Rosenborg (22 de outubro de 1942 - 21 de maio de 2013). Perdeu o seu título de Sua Alteza quando se tornou SE o conde Cristiano de Rosenborg, após casar sem consentimento com Ana Dorte Maltoft-Nielsen. Com descendência.

## Sucessão
Desde que o rei Frederico IX não gerou nenhum filho varão, o direito da sucessão dinamarquês declarou que o seu irmão mais novo lhe iria suceder como próximo rei. Consequentemente, o príncipe Canuto utilizou o título de herdeiro presuntivo após a morte do rei Cristiano X, em 1947. Canuto foi casado com a princesa Carolina Matilda e oficialmente designado por Arveprins Knud.
O rei Frederico IX tinha, no entanto, três filhas, que eram incapazes de herdar o trono do seu pai, devido à lei da sucessão dinamarquesa praticar a lei sálica. Em 1953, a constituição foi alterada para permitir a primogenitura. A alteração da lei constitucional tornou a princesa Margarida herdeira presuntiva, colocando ela e as suas duas irmãs antes do príncipe Canuto na linha de sucessão. Em 1964, após o seu casamento com o rei Constantino II da Grécia, a princesa Ana Maria, a filha mais nova do rei Frederico IX, renunciou o seu direito de sucessão ao trono dinamarquês.
Canuto morreu em 14 de junho de 1976 aos 75 anos em Gentofte.